# СРНА
«СРНА» или Журналистское агентство Республики Сербской (серб. Новинска агенција Републике Српске) — информационное агентство в Республике Сербской. Ранее было известно как «Сербское журналистское агентство» (серб. Српска новинска агенција). СРНА было создано 7 апреля 1992 года в городе Источно-Сараево как первое СМИ боснийских сербов. По решению правительства Республики, 27 марта 2008 года оно получило название «Журналистское агентство Республики Сербской». СРНА опубликовало множество книг — в поэзии, прозе, публицистике. Оно принимает участие во всех книжных ярмарках Республики Сербской, Сербии и других стран региона. 
Из многочисленных наград за издательскую деятельность для агентства особенно важной является Первая награда на Международной книжной ярмарке «Иницијал», полученная за книгу «Дневник военного хирурга» (серб. Дневник ратног хирурга) доктора Миодрага Лазича. В годы войны он был добровольцем из Ниша, работал хирургом в госпитале в сербской части Сараева, ныне известной как Источно-Сараево, спасая жизни солдатам и гражданским.